# Hahn bei Marienberg
Hahn bei Marienberg là một đô thị thuộc một ‘‘Verbandsgemeinde’’ - ở huyện Westerwald trong bang Rheinland-Pfalz, Đức. Đô thị Hahn bei Marienberg có diện tích 2,2 km².

### Location
Đô thị này nằm ở Westerwald giữa Limburg và Siegen. Hahn bei Marienberg thuộc Verbandsgemeinde of Bad Marienberg, một dạng đô thị tập thể chỉ có ở bang Rheinland-Pfalz. Vào thế kỷ 9, Hahn bei Marienberg được đề cập lần đầu trong tài liệu.